# Veleposlaništvo Republike Slovenije na Nizozemskem
Veleposlaništvo Republike Slovenije na Nizozemskem (uradni naziv Veleposlaništvo Republike Slovenije Den Haag, Kraljevina Nizozemska) je diplomatsko-konzularno predstavništvo (veleposlaništvo) Republike Slovenije s sedežem v Haagu (Nizozemska).
Trenutni veleposlanik je Jožef Drofenik.

## Veleposlaniki
- Jožef Drofenik (2022-danes)
- Sanja Štiglic (2017-2022)
- Roman Kirn (2013-2017)
- Leon Marc (2009-2013)
- Tea Petrin (2004-2009)
- Boris Frlec (2000-2004)